# 朗斯密斯 (加利福尼亞州)
朗斯密斯（英語：Lonsmith）是位於美國加利福尼亞州克恩縣的一個非建制地區。該地的面積和人口皆未知。

## 地理
朗斯密斯的座標為35°20′25″N 118°55′24″W / 35.34028°N 118.92333°W，而該地的平均海拔高度為129米（即423英尺）。